# Ruggenkrabber

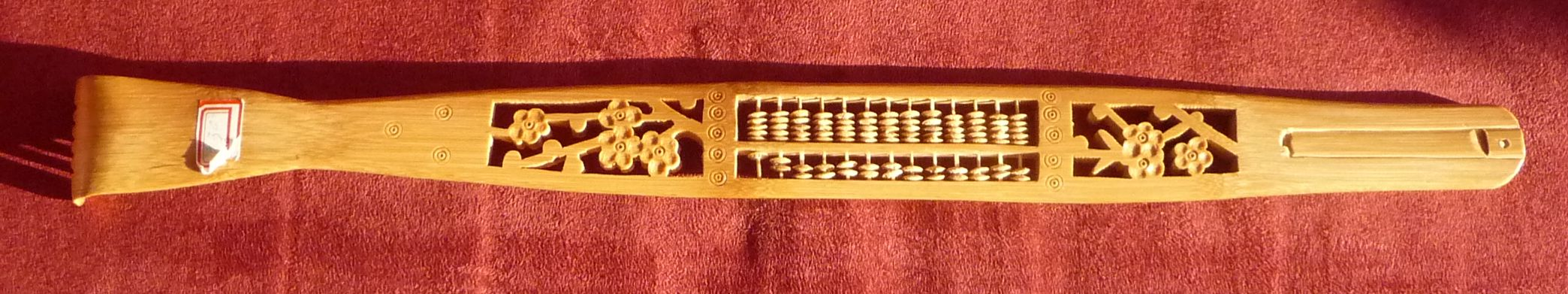
Een standaardruggenkrabber van hout

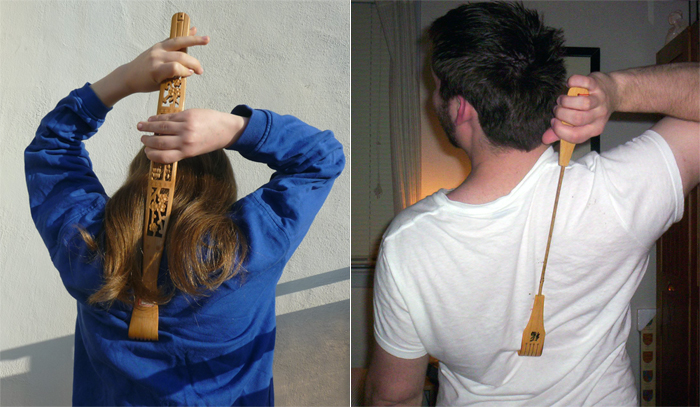
Ruggenkrabber in gebruik

Een ruggenkrabber is een object dat je in staat stelt je over de schouder op de rug te krabben.
In zijn eenvoudigste uitvoering is het een soort handje op een stokje. Een ruggenkrabber is handig wanneer je niet heel erg lenig bent, en je jezelf regelmatig op de rug moet krabben.
Ruggenkrabbers zijn er ook in combinatie met een schoenlepel aan het andere eind. Door de lange steel hoeft men nauwelijks te bukken om de schoenen aan te trekken.